# Un père en cavale
Pour plus de détails, voir Fiche technique et Distribution.
Un père en cavale (titre original : Father Hood) est un film américain réalisé par Darrell Roodt en 1993.

## Fiche technique
- Titre : Un père en cavale
- Réalisation : Darrell Roodt (sous le nom Darrell James Roodt)
- Scénariste : Scott Spencer
- Production : Gillian Gorfil, Nicholas Pileggi
- Musique : Patrick O'Hearn
- Photographie : Mark Vicente
- Montage : David Heitner
- Costumes : Donfeld
- Décors : Suzette Sheets
- Société de production : Hollywood Pictures
- Société de distribution : Buena Vista Pictures
- Lieux de tournage : Arizona, Kendall County, Cascade Caverns (Texas), Black Canyon du Colorado, Las Vegas, Louisiane (Mississipi), Nouvelle-Orléans
- Genre : Aventure et comédie dramatique
- Durée : 95 minutes
- Dates de sortie :
  - États-Unis : 27 août 1993
  - France : Sortie directement en vidéo

## Distribution
- Patrick Swayze (VF : Éric Herson-Macarel) : Jack Charles
- Halle Berry (VF : Magaly Berdy) : Kathleen Mercer
- Sabrina Lloyd (VF : Brigitte Berges) : Kelly Charles
- Brian Bonsall (VF : Boris Roatta) : Eddie Charles
- Michael Ironside (VF : Pascal Renwick) : Jerry
- Diane Ladd (VF :  Annie Bertin) : Rita
- Bob Gunton (VF : Jean-François Kopf) : Lazzaro
- Adrienne Barbeau : Celeste
- Georgann Johnson (VF : Jane Val) : le juge
- Marvin J. McIntyre : le gars maigre